# Пошта (Ђурђу)
Пошта (рум. Poșta) насеље је у Румунији у округу Ђурђу у општини Бутуруђени. Oпштина се налази на надморској висини од 91 m.

## Становништво
Према подацима из 2002. године у насељу је живело 395 становника, од којих су сви румунске националности.